# Victor Vivier
Pour les articles homonymes, voir Vivier.
 (avril 2020).
Si vous disposez d'ouvrages ou d'articles de référence ou si vous connaissez des sites web de qualité traitant du thème abordé ici, merci de compléter l'article en donnant les références utiles à sa vérifiabilité et en les liant à la section « Notes et références ».
Victor Vivier (1923-2003) est un marchand de bestiaux reconverti en poète, conteur et amuseur normand. Il a publié plusieurs 45 tours, cassettes et CD, édités chez Pluriel. Il est enterré dans le cimetière de Geneslay.

## Biographie
Victor Vivier est né en 1923 à Domfront où il a vécu les premières années de sa vie. Alors qu’il était encore enfant, sa famille s’est ensuite installée à la Douderie à Geneslay. Il fréquentait régulièrement les marchés de la région, tels que ceux de Saint-Hilaire-du-Harcouët, Fougères, L’Aigle ou Briouze.
Ayant la parole facile, étant très à l’aise pour s’exprimer, il était de plus en plus sollicité pour amuser les foules à toutes les grandes foires comme la Saint-Denis à Montilly ou la Sainte-Catherine à Briouze. Il cumulait alors les activités de négociant en bestiaux la semaine et de conteur quand arrivait le samedi. Il racontait ses histoires avec le même naturel sur scène comme sur les marchés. La popularité de Victor Vivier rayonnait sur ses deux lieux de travail.
Victor Vivier n'a jamais abandonné le métier de marchand de bestiaux. Il a enregistré son premier album en 1976, C'est beau l'instruction, le second en 1978, Mes meilleures histoires et le troisième en 1980, Rebelote. Tous trois sont regroupés dans un coffret de 3 CD sorti en 2001. Chacun de ses albums, CD ou cassettes s'est vendu à plus de 100 000 exemplaires. Ce succès populaire ne perturbe cependant pas le quotidien de Victor Vivier, qui restera toujours simple et accessible jusqu'à la fin de sa vie, comme cela est raconté par Jean Foucher, son producteur et éditeur, dans un livre souvenir Dans les pas de Victor Vivier, paru en mai 2022. Dans ce livre, le lecteur découvre une autre facette du personnage, différente de l'humoriste, très préoccupé par les ravages de l'agriculture productiviste, ainsi que de nombreuses anecdotes savoureuses et des rencontres improbables avec tous les grands de ce monde.
Ses histoires qui étaient pour tout public, Victor Vivier les a racontées des milliers de fois pendant plus d’un demi siècle, accompagné pour une partie chanson de l’accordéoniste Claude Guibé. Pour écrire ses histoires, il s’inspirait de ses rencontres avec les agriculteurs et les éleveurs de son pays ornais, de l’actualité française, de ses voyages en Europe, en Amérique du Sud, au Canada, aux États-Unis ou même en Chine. Les sketches de Victor Vivier étaient souvent basés sur le travers des hommes, des femmes, des enfants, des curés et de leurs bonnes, des médecins, de ceux et celles qui boivent et des naïfs. Ses histoires tournent en dérision des faits et gestes du quotidien et affirment des vérités de La Palice. Il aimait à dire à son auditoire : « Faut pas s’embrouiller. Si tu t’embrouilles, ça va pas ».
Cet artiste patoisant s’est fait connaître dans tout l’Ouest de la France, grâce à Jean Foucher (originaire de Mantilly) qui a édité ses quatre albums 33 tours, plusieurs CD et deux albums de bandes dessinées réalisées par Gégé. 
Les planches des aventures de Victor Vivier ont été publiées pour la première fois en 1982 dans l’hebdomadaire L’Orne combattante et furent reprises, à la même époque, en dernière page du journal Agri-7 Le Moniteur Agricole. Les histoires sont en parties vraies, mêlées d’histoires inventées. Il est difficile de distinguer le vrai du faux car le vrai Victor Vivier a été mêlé a beaucoup d’aventures. Un tel personnage était propice à beaucoup de situations et beaucoup de réflexions, tant qu’il s’agissait d’humour. Victor Vivier, le personnage dessiné, incarne le paysan du bocage, l’éleveur plein de finesse et de malice, simple et gentil, à qui on ne la fait pas, et n’en rate pas une pour remettre les immodestes et les prétentieux à leur place. Comme l’était Victor Vivier dans la vie, ignorant l’orgueil et la prétention. Un album racontant son aventure extraordinaire regroupant 54 strips (un strip est une juxtaposition de quelques cases formant une bande) a été publié en 1983 par les éditions Pluriel.
Victor Vivier est mort en 2003, à 80 ans. Il est inhumé dans le cimetière de Geneslay, commune dont il a longtemps été élu et même été le premier adjoint du maire. La place des Halles à Briouze (inaugurée par sa sœur Denise Vivier) ainsi que la rue de la mairie à Geneslay, qui va en direction de Sept-Forges, portent son nom.